# Angelo Porciatti
Angelo Pietro Giuseppe Porciatti (Reggello, 1º luglio 1872 – Grosseto, 1914) è stato un pistard italiano.
Nacque a Reggello da una nobile famiglia di origini longobarde, formata dal padre Porzio Porciatti, ricco possidente grossetano, dalla madre Giulia Fabbrini e da una sorella, Elena Lucrezia Porciatti. Noto per la sua partecipazione alle gare di ciclismo dei giochi della I Olimpiade. Non vinse alcuna medaglia, sebbene le sue prestazioni sono sconosciute.
Appartenente al "Veloce Club" di Grosseto, fu l'unico italiano ad aver viaggiato fino in Grecia per partecipare alle Olimpiadi di Atene 1896. La sua passione per il ciclismo nacque nel 1894, quando aveva 22 anni; acquistò una Adler, cominciando anche a
disputare qualche gara, fuori Porta Vecchia a Grosseto.
Secondo la rivista "Il ciclista", sulla quale si basano i recenti studi, Porciatti partecipò ai 2000 metri su pista e alla cronometro. Tuttavia, la scarsità di notizie e la mancanza del suo nome nei referti ufficiali non hanno permesso di determinare la presenza o meno di Porciatti ad Atene; si ipotizza, ad esempio, che questa fu solo una trovata pubblicitaria o che si fosse effettivamente iscritto, ma non gli fu permesso di gareggiare in quanto aveva vinto del denaro come premio per una gara (così come è accaduto al maratoneta Carlo Airoldi).
Quando il 4 giugno tornò in Toscana, inaugurò il Velodromo di Grosseto. Si pensa che sia morto negli anni precedenti lo scoppio della Prima Guerra Mondiale. Secondo le fonti disponibili, Porciatti morì nel 1914, lo stesso anno in cui ebbe inizio la guerra, ma probabilmente prima dell’effettivo scoppio del conflitto in luglio. Questo dato colloca la sua morte in un periodo di grande fermento storico, poco prima che l’Europa venisse travolta dagli eventi bellici.